# La Mora, Tantoyuca
La Mora är en ort i Mexiko.   Den ligger i kommunen Tantoyuca och delstaten Veracruz, i den sydöstra delen av landet, 230 km norr om huvudstaden Mexico City. La Mora ligger 169 meter över havet och antalet invånare är 498.
Terrängen runt La Mora är huvudsakligen platt, men åt sydost är den kuperad. Runt La Mora är det ganska tätbefolkat, med 72 invånare per kvadratkilometer. Närmaste större samhälle är Tantoyuca, 6,1 km öster om La Mora. Trakten runt La Mora består till största delen av jordbruksmark.